# 武康街道
武康街道是中华人民共和国浙江省湖州市德清县下辖的一个街道办事处。
2016年1月8日，浙江省人民政府批复撤销武康镇、三合乡建制，其行政区域改由德清县政府直辖。
2016年1月13日，湖州市人民政府批复同意增设武康街道，区域面积59平方公里，四至范围：东接阜溪街道，南邻舞阳街道，西连莫干山镇，北靠阜溪街道。管辖居仁、吉祥、永兴、振兴、祥和、群安、春晖、英溪8个社区，对河口、城西、千秋、丰桥、五龙5个行政村，户籍人口5.5万人，常住人口6.1万人。街道办事处驻永安街332号。

## 行政区划
武康街道下辖以下村级行政区划单位：
居仁社区、吉祥社区、春晖社区、永兴社区、祥和社区、群安社区、振兴社区、英溪社区、丰桥社区、新丰社区、千秋社区、五龙社区、对河口村和城西村。

## 交通
- 宣杭铁路：德清西站